# Carapidae
Famille
Les Carapidae forment une famille de poissons de l'ordre des Ophidiiformes. 
Bien qu'en grande partie abyssaux, certaines espèces vivent en symbiose ou bien parasitant des organismes littoraux comme des étoiles de mer ou des holothuries. Ces poissons peuvent rentrer par la bouche ou le cloaque de leurs hôtes pour s'y installer. 
Les Carapidea ont la particularité, une fois installés, de pouvoir produire des sons parfois audibles jusqu'à 50 m pour signaler leur présence ou simplement pour s'identifier.

## Liste des sous-familles et genres
Selon World Register of Marine Species (15 juin 2011) :
- sous-famille Carapinae
  - genre Carapus Rafinesque, 1810
  - genre Echiodon Thompson, 1837
  - genre Encheliophis Mueller, 1842
  - genre Eurypleuron Markle & Olney, 1990
  - genre Onuxodon Smith, 1955
  - genre Pyramodon Smith & Radcliffe, 1913
- sous-famille Pyramodontinae
  - genre Pyramodon Smith & Radcliffe, 1913
  - genre Snyderidia Gilbert, 1905
- sous-famille Tetragondacninae
  - genre Tetragondacnus Anderson & Satria, 2007

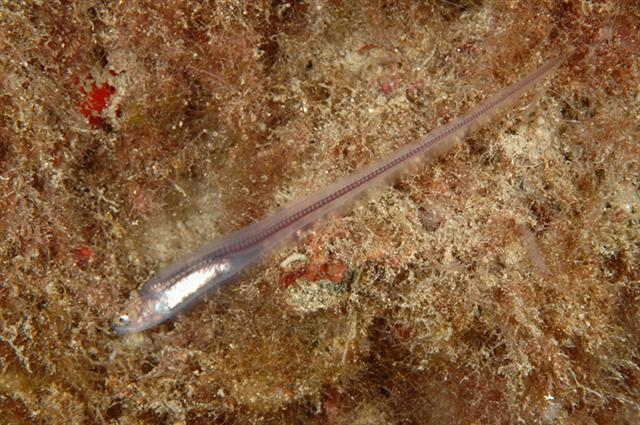
Carapus acus
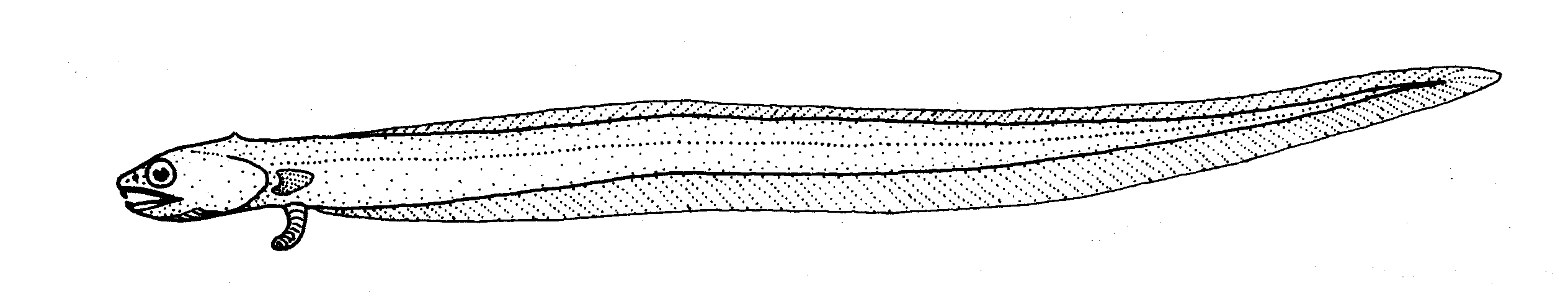
Echiodon rendahli
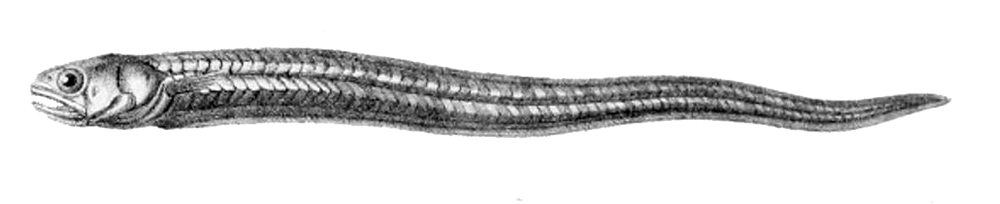
Encheliophis homei
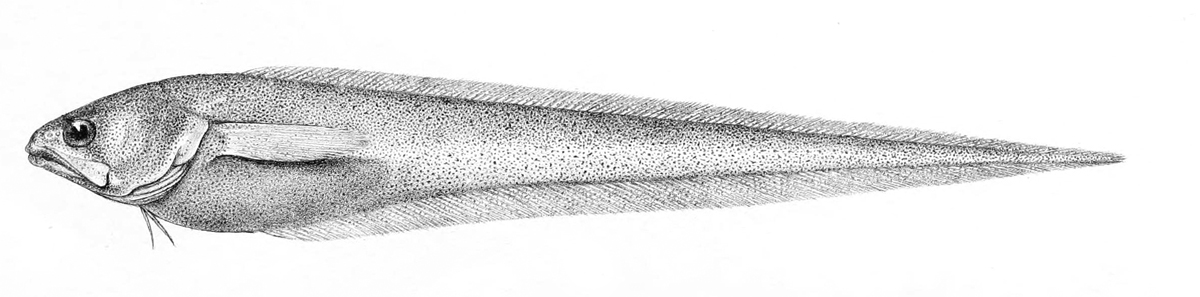
Pyramodon punctatus
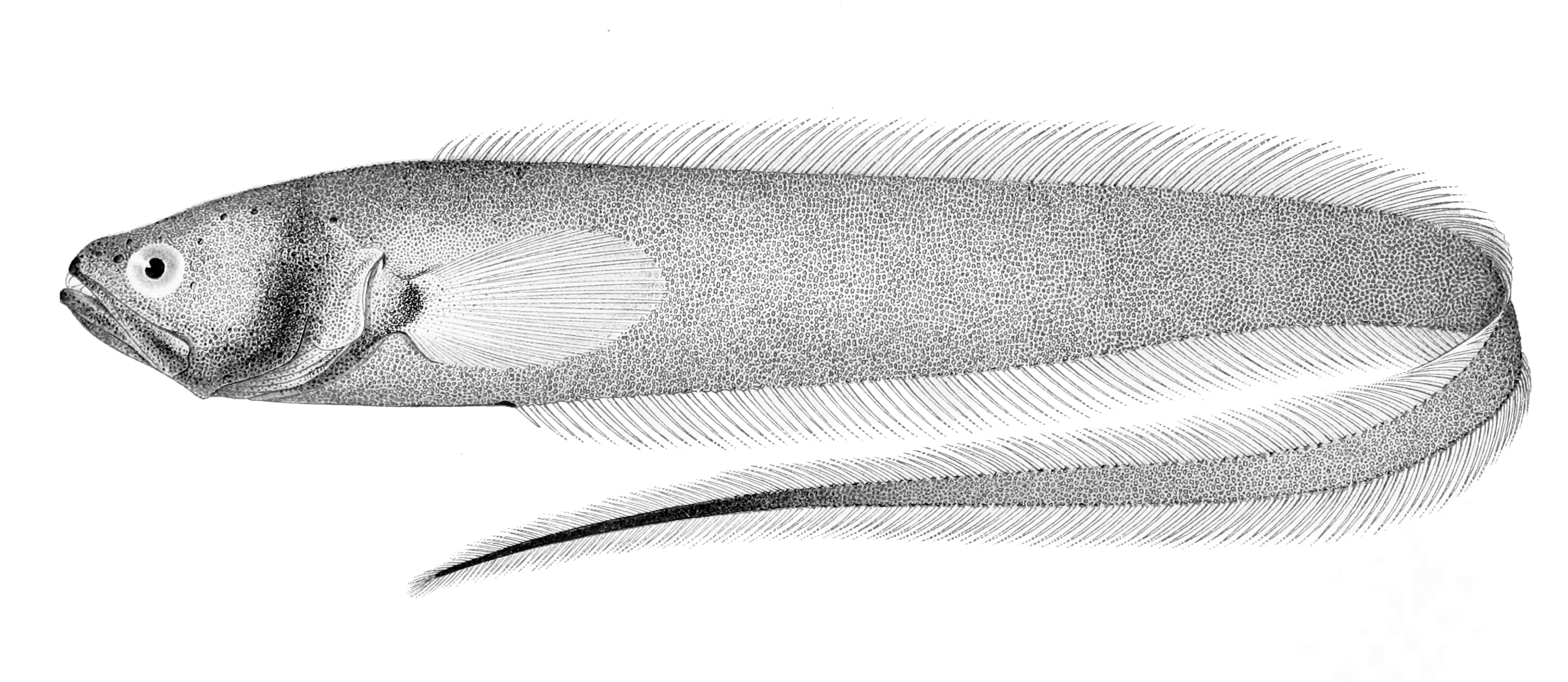
Snyderidia canina